# بول فور
بول فور (بالفرنسية: Paul Faure)‏ (1 يناير 1886 - 1 يناير 1921) هو لاعب كرة قدم فرنسي سابق كان يلعب كلاعب وسط، لعب خلال مسيرته مباراة.

## مسيرته

### مسيرته مع المنتخبات الوطنية
- 1919 - 1919 لعب مع منتخب فرنسا لكرة القدم مباراة.

## روابط خارجية
- بول فور على موقع قاعدة بيانات كرة القدم.إي يو (الإنجليزية)
- بول فور على موقع ناشيونال فوتبول تيمز (الإنجليزية)
- بول فور على موقع عالم كرة القدم.نت (الإنجليزية)